# Tiron
|  | Per a altres significats, vegeu «Orde de Tiron ». |

Tiron o Sainte-Trinité és un antic establiment monàstic al territori del municipi francès de Thiron-Gardais al Perche, al departament francès d'Eure i Loir a la regió Centre-Vall del Loira. Des de l'abadia, lloc d'elevada espiritualitat, sorgiren vint-i-dues abadies i més d'un centenar de priorats repartits per França, Escòcia, Anglaterra i Irlanda. Aquesta influència va ser tal que la gent parlava de l'orde de Tiron.  L'església de l'abadia fou catalogada com monument històric el 1912.

## Fundació del monestir

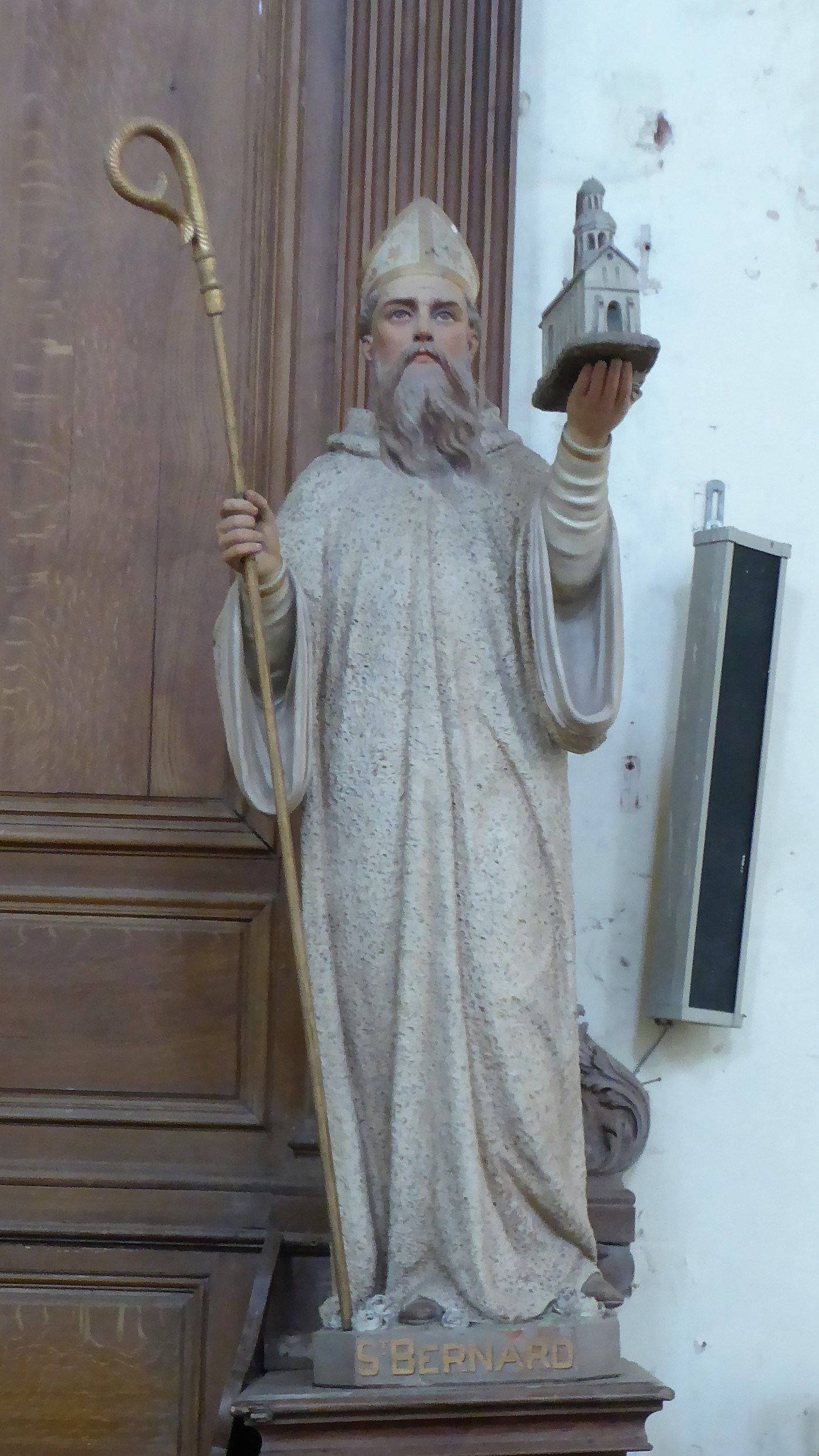
Estàtua de Sant Bernat de Tiró (segle XIX), església abacial de Thiron-Gardais.

El fundador del monestir de Tiron, Sant Bernat de Ponthieu,  nascut prop d'Abbeville a l'actual departament de la Somme cap a l'any 1050, fou primer monjo benedictí al Poitou, prior de l'abadia de Saint-Savin-sur-Gartempe, després abat de Saint-Cyprien de Poitiers l'any 1100. Després de llargues disputes amb els monjos cluniacencs, renuncià al seu càrrec i, amb el permís papal, visqué com a ermità a les solituds de Mayenne i la Bretanya.
Entrà més tard al Perche, de la qual el comte era Rotrou III el Gran. Aquest príncep li va oferir primer Arcisses, en l'antic municipi de Brunelles, però la donació fou revocada per la seva mare, que defensava els monjos cluniacencs de l'abadia de Saint-Denis de Nogent-le-Rotrou.
Llavors Rotrou III li donà un erm en ple bosc, a poca distància de la vila actual de Thiron. Fou allà que sant Bernat va edificar un monestir primitiu on celebrà per primer cop la missa el dia de Pasqua de Resurrecció del 1109, amb el bisbe Iu de Chartres. Una capella dedicada a santa Anna, proper a l'estany del mateix nom, marca avui aquest lloc.

## L'orde de Tiron
A partir d'aquesta comunitat naixent, els monjos de Tiron s'estengueren molt ràpidament per tot el regne de França, a Anglaterra i a Escòcia construint abadies i priorats, o per gestionar les nombroses donacions de terres fetes a l'orde de Tiron.

## Abadia Reial

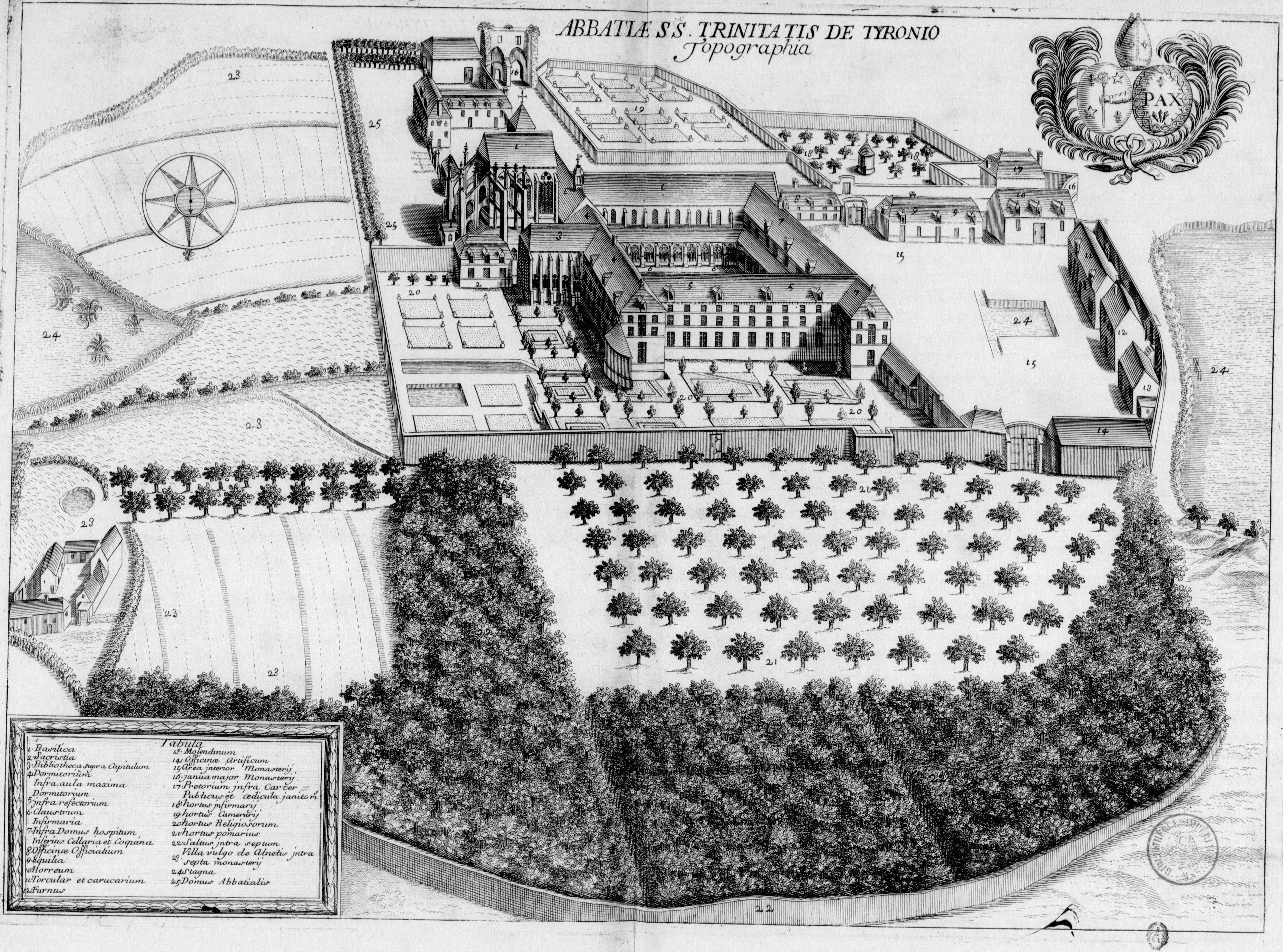
Gravat que representa l'abadia (segle XVII).

L'any 1170 en uns terrenys cedits l'any 1150 per Alain, fill de Jourdain, senescal de Dol, al  retorn d'una croada, quatre monjos de l'abadia fundaren el que seria l' abadia de Notre-Dame du Tronchet, amb la benedicció d'Hugues, arquebisbe de Dol (1156-1162) i les butlles d'Alexandre III confirmant aquesta possessió.
El 18 de desembre del 1461 Lluís XI concedí la seva protecció reial a l'Abadia de la Saint-Trinité de Tiron. A més, el 27 de desembre del 1469, per les seves cartes de patent, confirmà els privilegis de l'abadia concedits pels seus predecessors.

## Abaciologi

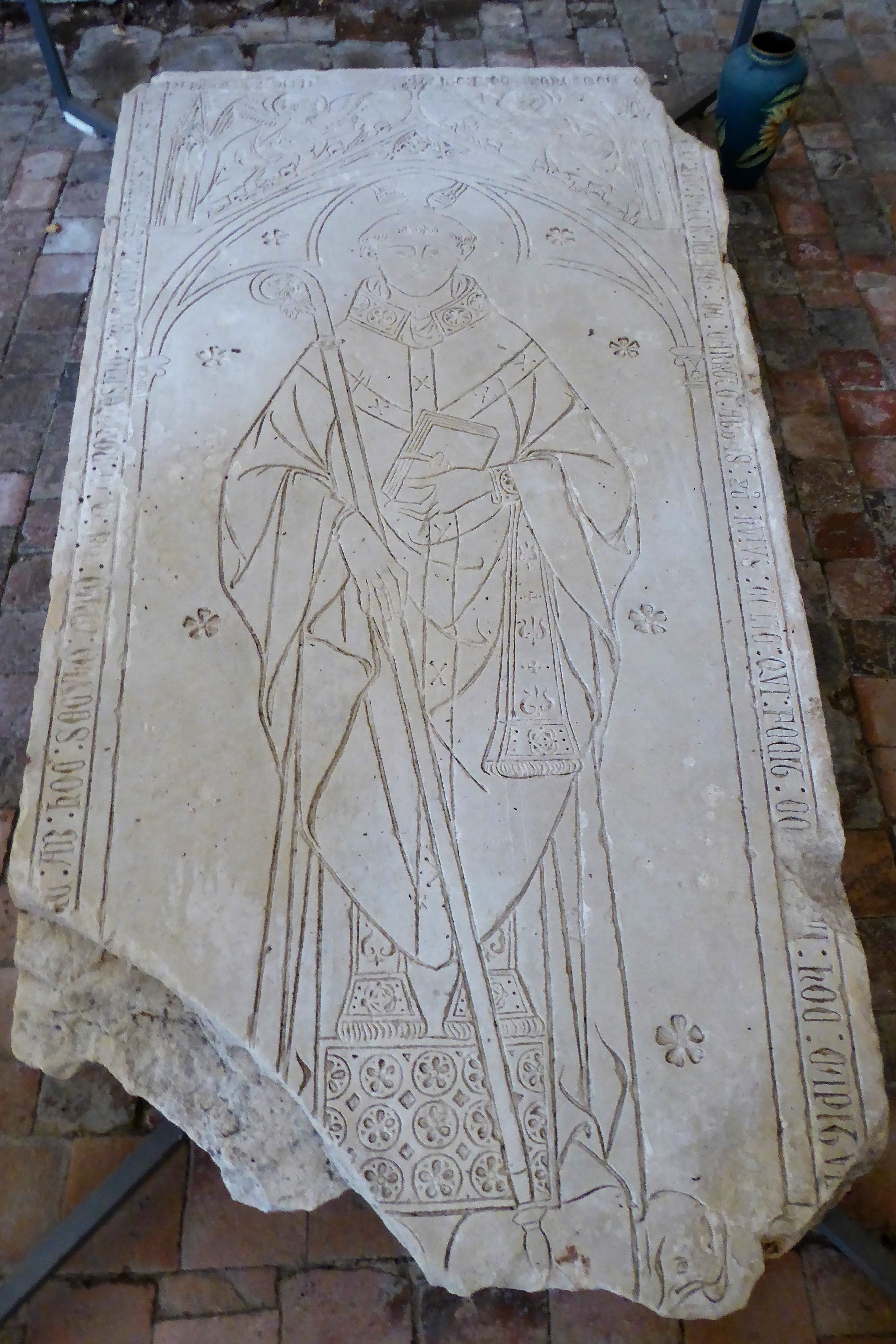
La làpida de Jean II de Chartres, Classé MH 1904.

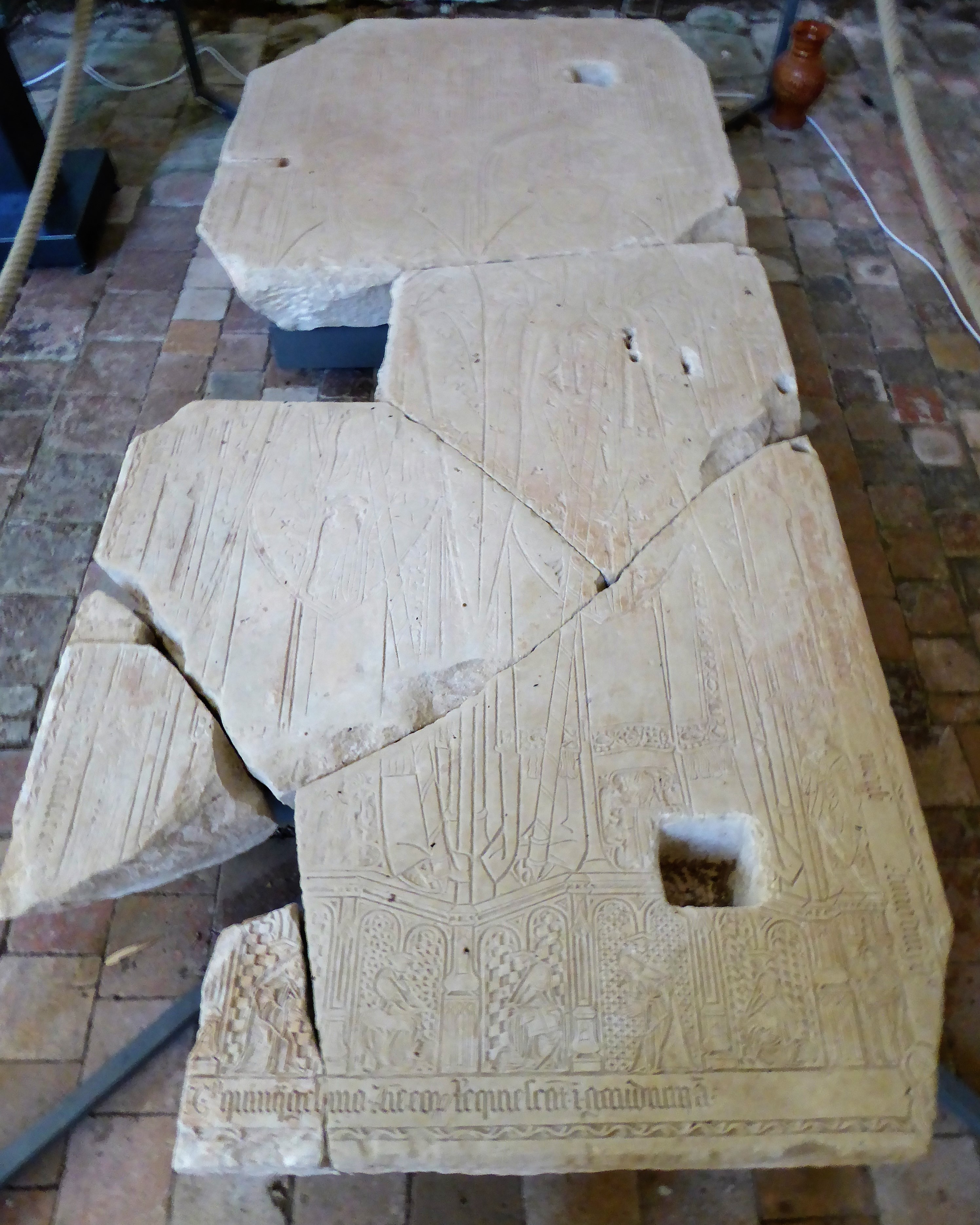
Llosa funerària dels abats Guillaume i Lionel Grimault.

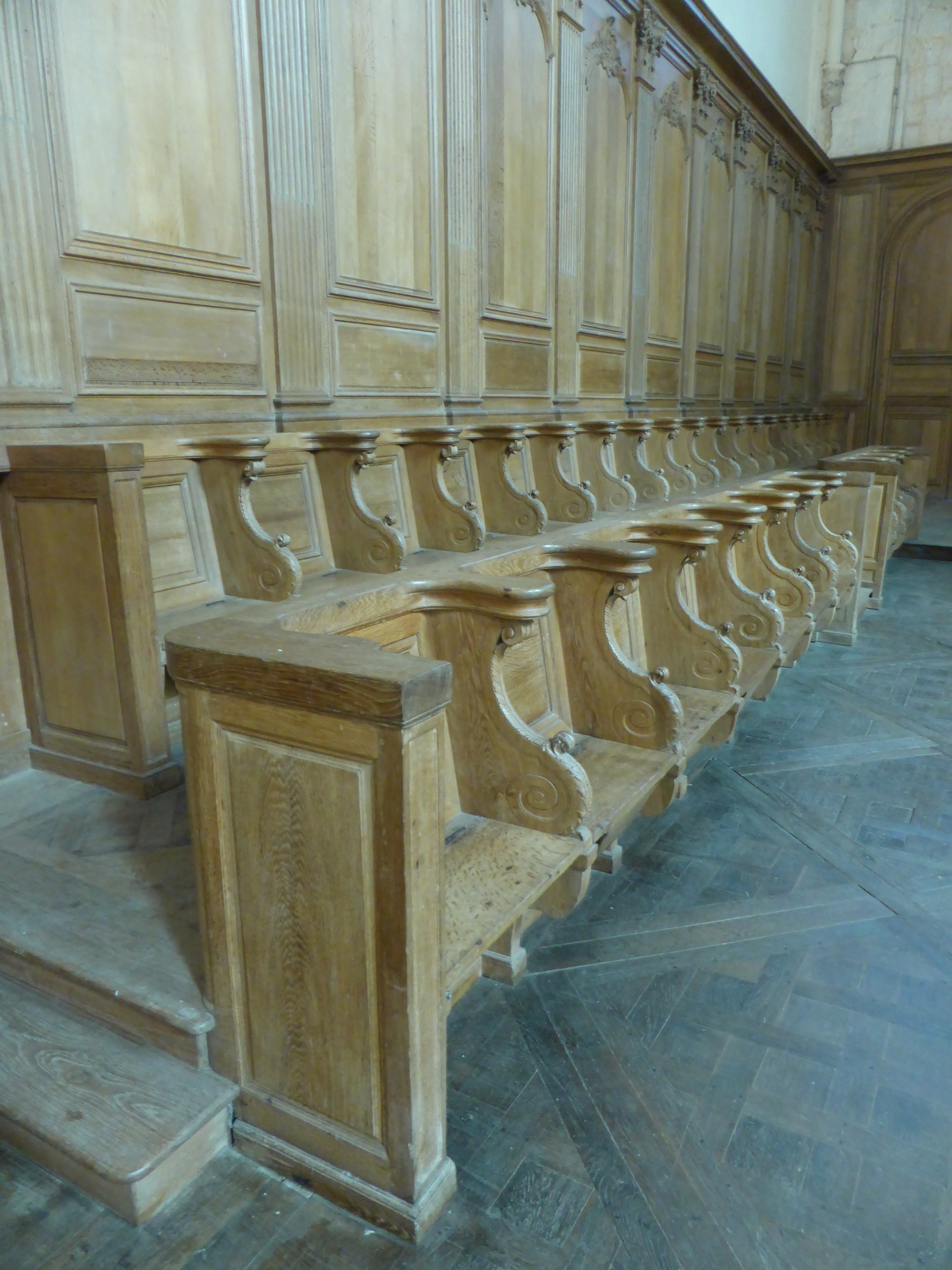
Bancs del cor

### Abats titulars
Els successors de Sant Bernat foren:
- Hugues (1116-1119),
- Guillaume I (1119-1147),
- Étienne I (1147-1164),
- Jean I (1164-1173),
- Gauthier (1173-1178 ou 1179),
- Lambert (1178-1179 ou 1200),
- Robert I (1200-1201),
- Hervé (1201-1205),
- Geoffroy I (1205-1218),
- Dreux(1218-1220),
- Gervais (1220-1252),
- Étienne II (1252-1273),
- Jean II de Chartres (1273-1297). Aquest darrer, que era un gran senyor i representat en un quadre a la catedral de Notre-Dame de Chartres precedit per sis clergues, amb varetes aixecades, va fer reconstruir gran part del monestir. En concret, un gran capítol paral·lel a l'absis de l'església, en el qual fou enterrat. La seva làpida, trobada l'any 1840, s'aixeca actualment al fons de l'església i la seva bàntia es conserva al Musée des Beaux-Arts de Chartres. Va visitar Tomàs, abat de l'Abbaye Notre-Dame du Tronchet els anys 1282-1294. Encara era viu el 1297 
Abbé Tresvaux, l'Église de Bretagne..., Paris 1839, p. 482</ref>
- Simon (1297-1313),
- Robert II Coupel (1313-1315),
- Nicolas (1315-1338),
- Henri Ier des jardins (1338-1354), dont la pierre tombale, retrouvée en 1869, a servi d’évier à la maison Chevallier,
- Jean III (1354-1383),
- Étienne II}} (1382-1387),
- Pierre Tersal (1387-1414),
- Robert III, dit «le Dauphin» (1414-1421),
- Yves de Kerbout (1421-1426),
- Michel Houssard (1426-1431). Va ser durant el regnat d'aquest abat, el 13 de juny de 1428, que Thomas Montagu, comte de Salisbury, general en cap de les tropes angleses, anant a assetjar Orleans, va rescatar l'abadia, li va incendiar i es va endur tot el bestiar.
- Guillaume Grimault (1431-1453), després del seu nebot.
- Lionel Grimault (1453-1498),[10] van reparar l'abadia i van construir pel seu compte el magnífic cor gòtic que va existir fins a l'any 1817. En agraïment, van ser enterrats sota una làpida comuna a l'entrada d'aquest cor que acabaven d'haver construït, al lloc de l'actual altar major. Aquesta làpida doble, aixecada l'any 1817, es presenta avui al costat de la de Jean II. Els Grimault van ser succeïts per:
- Louis I de Crevant (1498-1501), després del seu cosí
- Louis II de Crevant (1501-1549)
- Geoffroy II Laubier (1549-1550 o 1551).

### Abats comendataris

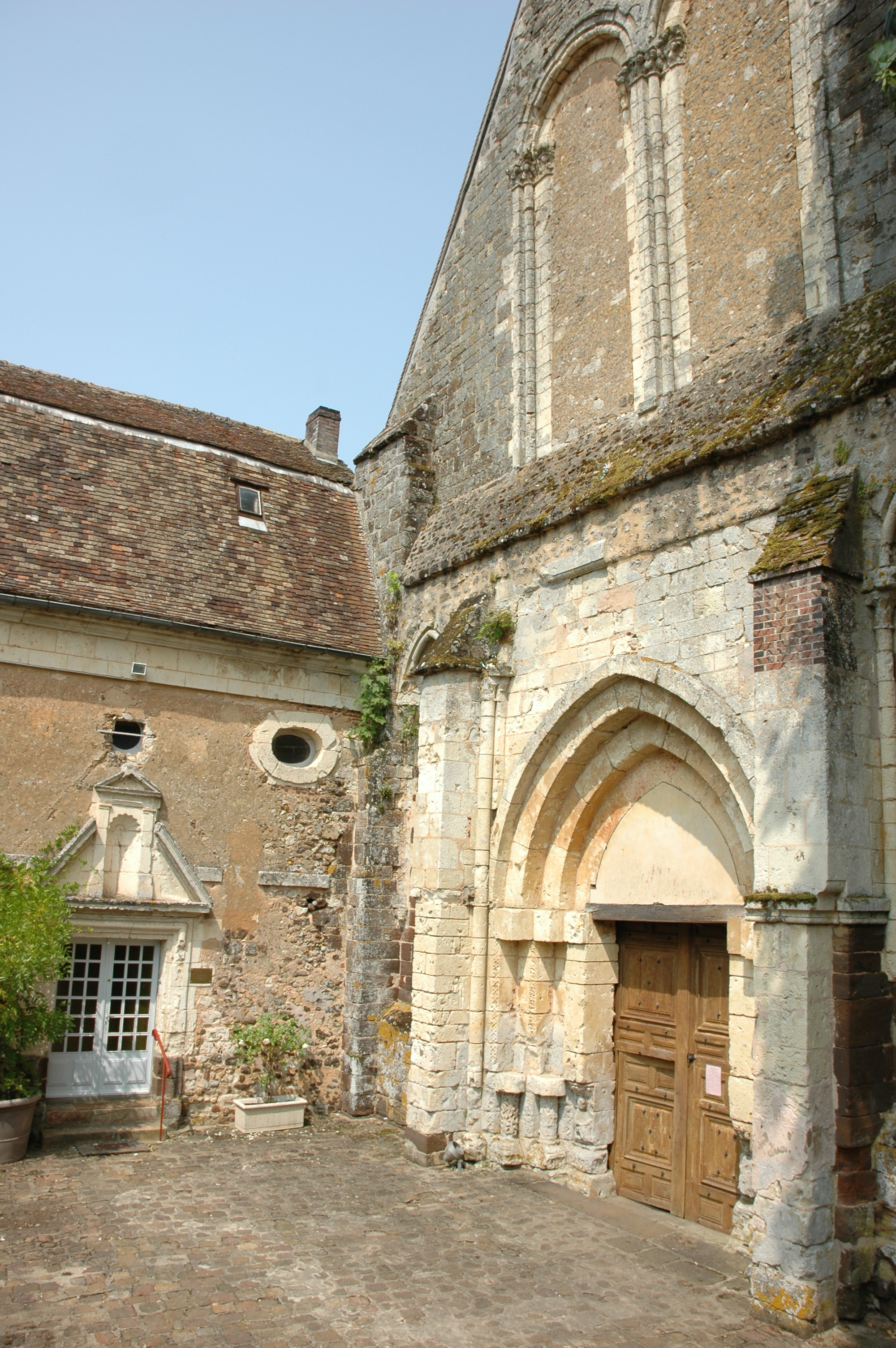
Porta d'entrada a l'església i casa del prior.

A partir d'aquest moment, l'abadia de Tiron fou donada pel rei de França com a benefici a persones alienes a la congregació de Saint-Bernard, sovint fins i tot laics. Els abats comendataris rebien dos terços dels ingressos en benefici propi i deixaren la direcció religiosa a un prior.
- Els abats comendataris foren primer el cardenal Jean du Bellay (1551-1561) i Hipòlit d'Este, cardenal de Ferrara (1561-63).
- Charles de Ronsard, germà del poeta (1563-1575)[12] i de René de Laubier (1575-1578), va intentar restaurar l'abadia, però el cardenal René de Birague (1578-1582), i especialment el poeta Philippe Desportes (1582-1606), no van tenir altra preocupació que la d'embutxacar-se els ingressos.
- Aquest, fill natural d'Enric IV de França i Henriette d'Entragues, dama de Vaupillon i marquesa de Verneuil, volien restablir l'ordre i aplicar l'ordenança de Charles IX fundant un col·legi a Tiron (1560).
- Després de la jubilació del duc de Borbó, que va dimitir als 69 anys per casar-se, Joan Casimir Vasa, rei de Polònia (1670-1672), i Felip de Lorena d'Harcourt (1672-1702) es van interessar poc per l'abadia o el col·legi.

L'abat Charles-Irénée Castel de Saint-Pierre (1703-1743) feu instal·lar la fusteria per a l'avant-cor on hi havia els estudiants (cor actual), gràcies a una donació d'Elisabet Carlota de Baviera, duquessa d'Orleans nascuda princesa Palatina, de la qual era el capellà. Foren esculpits per Baptiste Mauté, fuster dels edificis del Rei, i instal·lats el 1740 per Damour i Pradnel, de París, i Dufresne, d'Argentan. Baptiste Mauté també va fer el púlpit en aquesta data, així com el banc de treball.
L'any 1983 l'abadia i les seves dependències pertanyien a la família Pontbriand. Pel que fa al col·legi, fou propietat d'André Guillaumin, professor al Museu Nacional d'Història Natural, fins a la seva mort l'any 1974, després passà a la seva filla Marie-Amélie Lombaerde. El juliol del 2005 el consell general d'Eure-et-Loir va adquirir l'antic col·legi militar, i el vengué al presentador de televisió Stéphane Bern el febrer del 2013.
Entre 2000 i 2001 voluntaris de l'associació Chantiers Histoire et Architecture Médiévales participaren en un projecte de restauració de l'abadia.
El 2014 en el marc del 900 aniversari de la fundació de l'abadia de Thiron-Gardais, el municipi i l'associació Orde de Tiron van reuniren totes les comunitats de les antigues dependències europees durant la Pentecosta, del 6 al 8 de juny.

## Jardins
Els jardins temàtics de l'abadia ofereixen una successió de deu jardins que tracten els temes de la vida monàstica i il·lustren la història de l'abadia: jardin des simples, l'horta gurmet, el jardí dels aromes, el guaret florit, el carreró de til·lers i rododendres perfumats, el viver dels monjos, el carreró de les roses, la terrassa de fruites o el jardí dels colors ofereixen un passeig sensorial i meditatiu.
El 2018 el til·ler de fulla petita de la Revolució es va etiquetar d'«Arbre notable de França»

Els jardins de l'Abadia
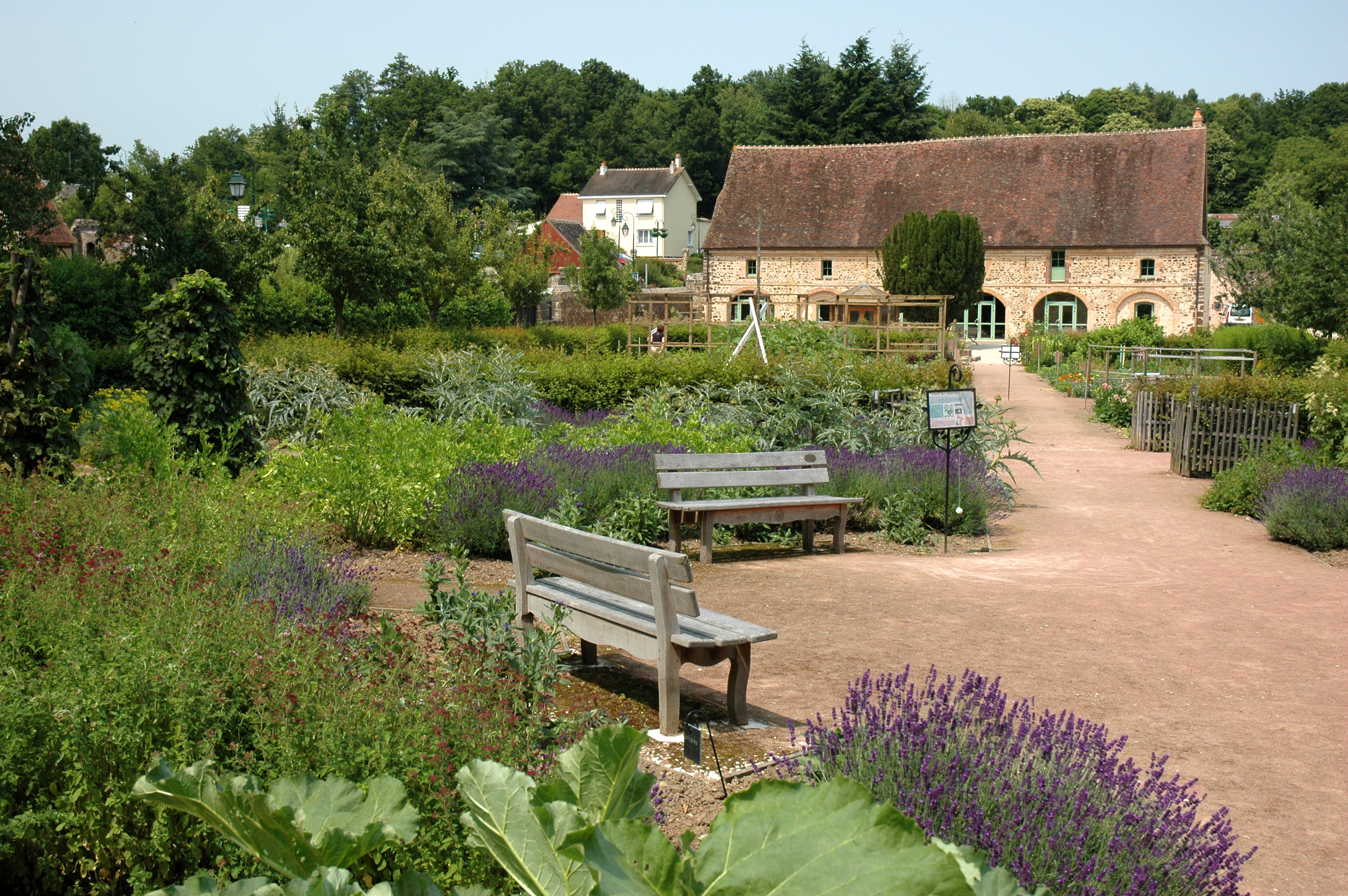
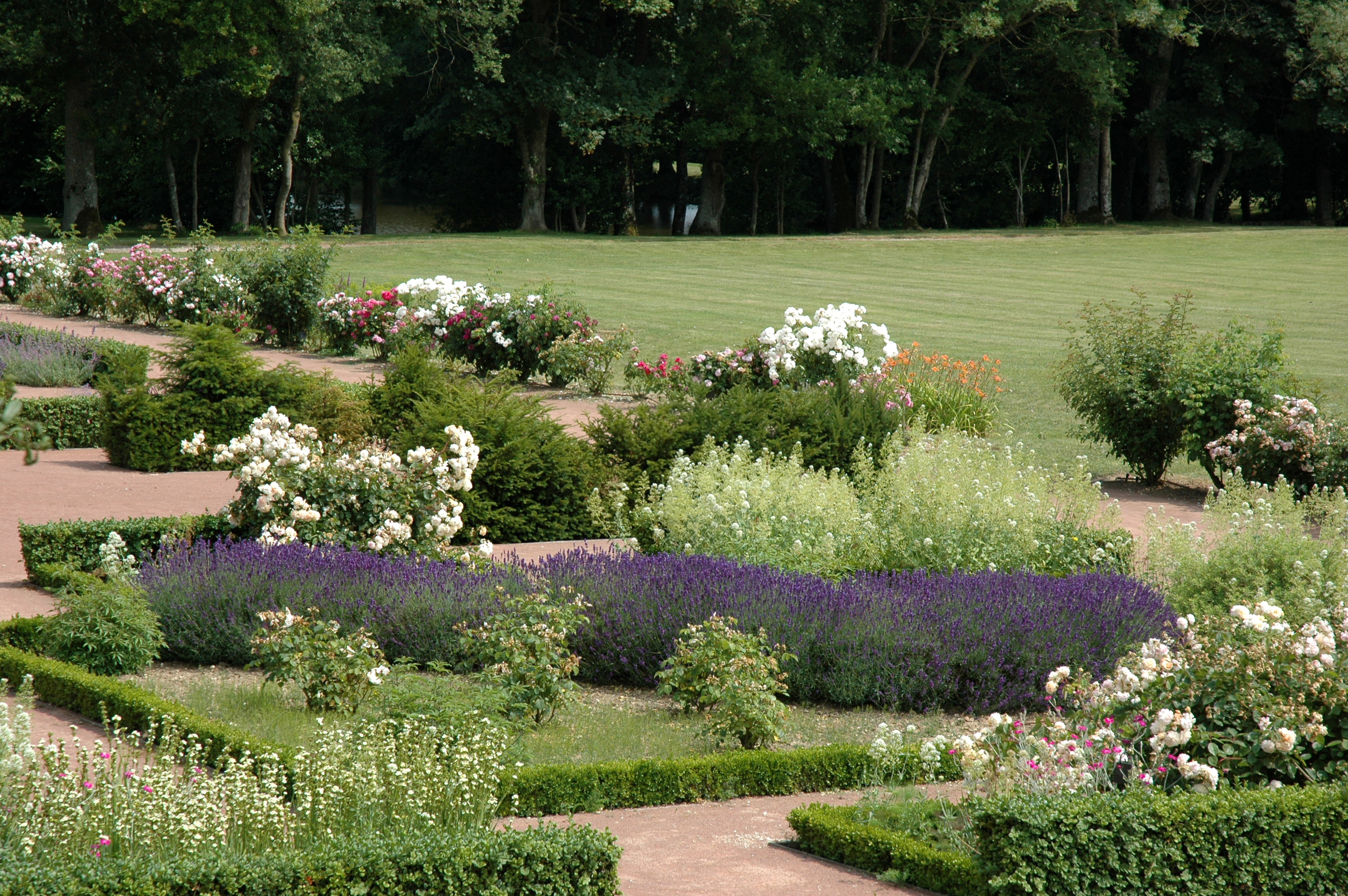
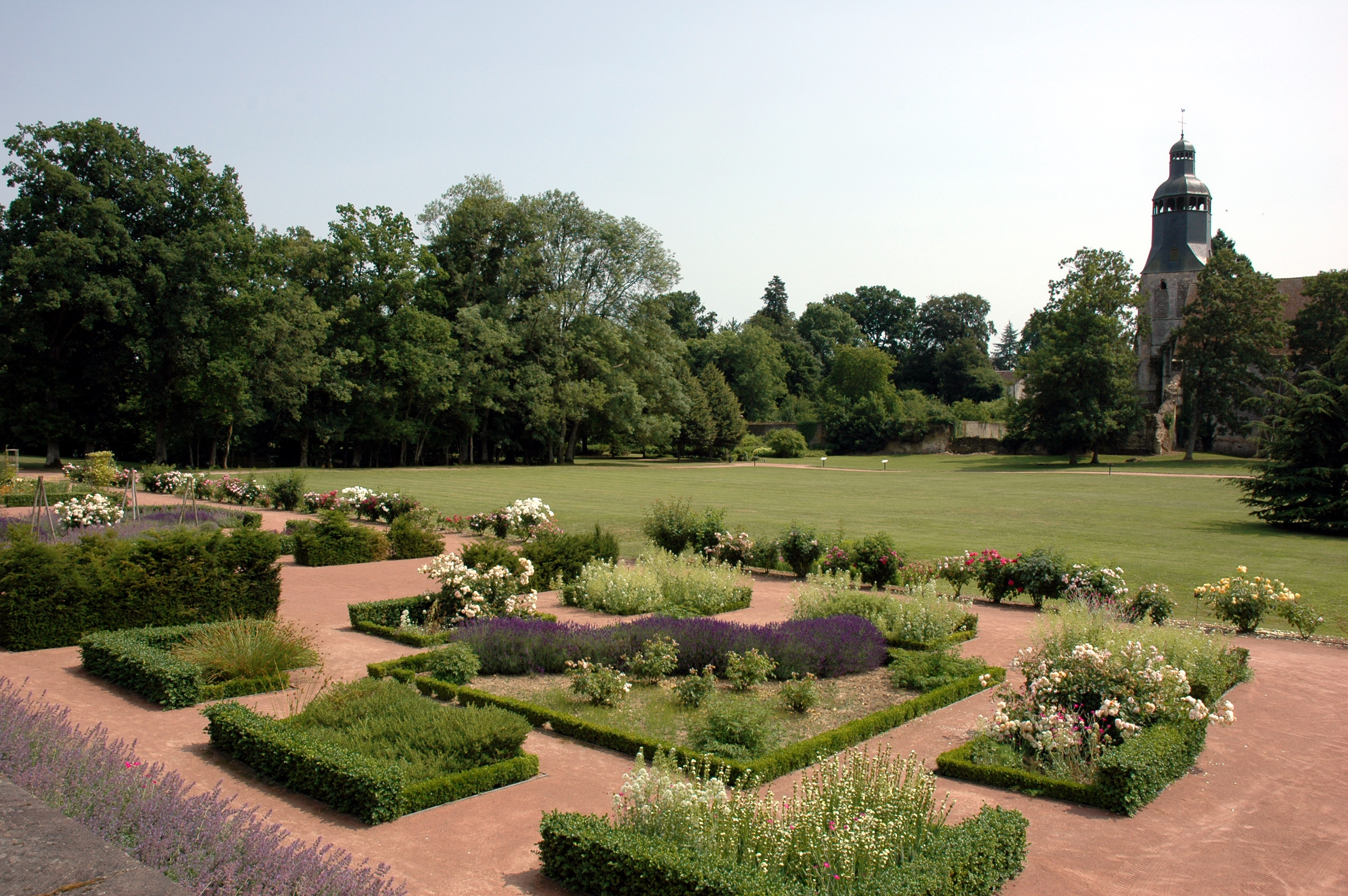
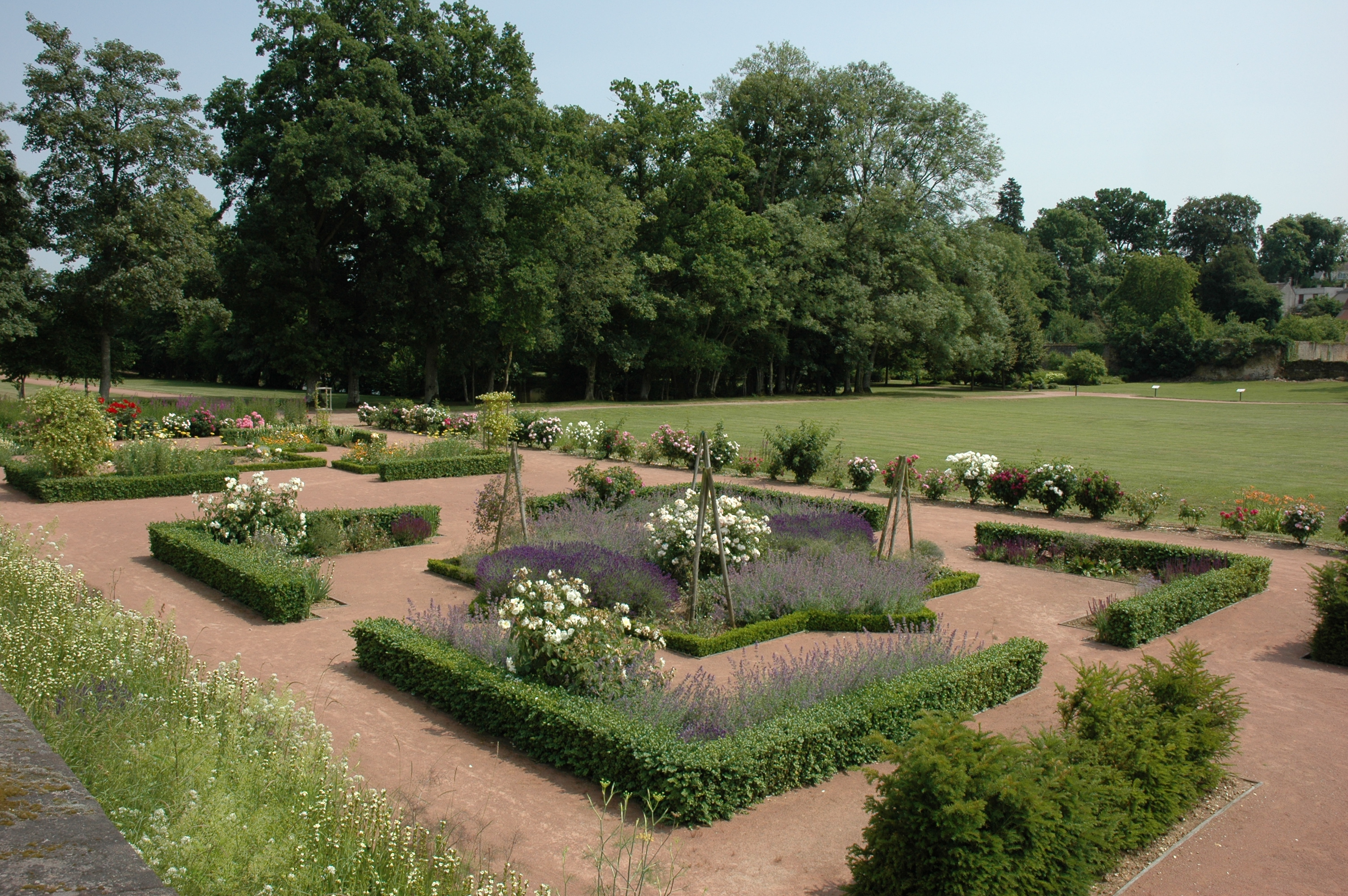